# Wollheim-Memorial
Das Wollheim-Memorial ist eine Holocaustgedenkstätte in Frankfurt am Main.
Es ist benannt nach dem ehemaligen Direktoriums-Mitglied des Zentralrates der Juden in Deutschland und I.G.-Farben-Zwangsarbeiter Norbert Wollheim (1913–1998), erinnert an die Opfer von Buna/Monowitz und informiert über ihre Geschichte und Entschädigung.

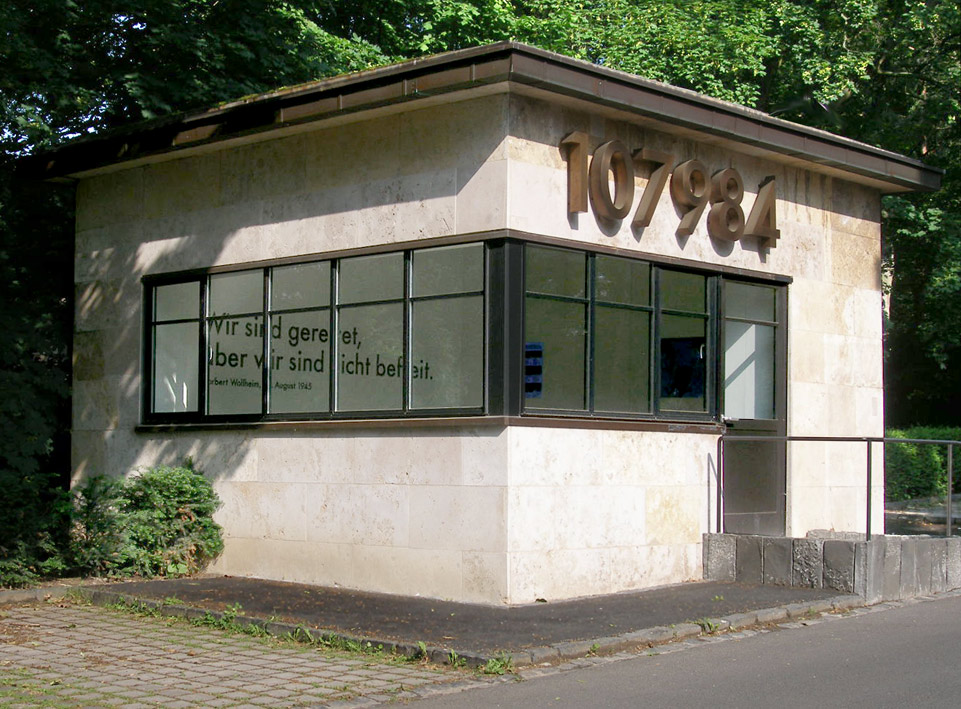
Das Wollheim-Memorial, Ansicht von Südosten

Das von Heiner Blum entworfene und am 2. November 2008 eröffnete Wollheim-Memorial besteht aus einem kleinen Pavillon am Grüneburgplatz, heute Norbert-Wollheim-Platz und 13 Bildtafeln mit Porträts von früheren Gefangenen in Buna-Monowitz. Die Fotografien, Porträts junger Menschen, späterer Häftlinge im KZ Buna/Monowitz, illustrieren jüdischen Alltag vor dem Holocaust und zeugen von vernichteten Lebenswelten auf dem ehemaligen Gelände der I.G. Farben, auf dem heute die geistes- und kulturwissenschaftlichen Fakultäten der Goethe-Universität Frankfurt untergebracht sind (Campus Westend).
Über dem Eingang des Pavillons ist die Häftlingsnummer Norbert Wollheims angebracht. Im Inneren wird in einer Wandinschrift das Wollheim-Zitat – „Wir sind gerettet, aber wir sind nicht befreit“ – vom 26. August 1945 wiedergegeben. Zwei interaktive Bildschirme informieren den Besucher mittels Bildern, Texten und Dokumenten über die NS-Zwangsarbeit, die I.G.-Farben-Prozesse, das Konzentrationslager Auschwitz-Birkenau und über die Entschädigung (unter anderem Bundesentschädigungsgesetz und Stiftung „Erinnerung, Verantwortung und Zukunft“).
In 24 Video-Interviews berichten Überlebende über ihre Kindheit, Deportation, Lagerhaft und über ihr Leben nach dem Holocaust. Auch Norbert Wollheim kommt hier in einem 1991 in Washington, D.C. aufgenommenen Interview zu Wort.